# Most Seto-Ōhaši
Most Seto-Ōhaši (瀬 戸 大橋 - Seto Ōhaši) je serija dvonadstropnih mostov, ki povezujejo prefekturi Okajama in Kagawa na Japonskem preko vrste petih majhnih otokov v morju Seto. Zgrajeni so bili v obdobju 1978–1988 kot ena od treh smeri projekta mostu Honšu - Šikoku, ki povezuje otoka Honšu in Šikoku in edina železniška povezava. S 13,1 km je najdaljši dvonadstropni sistem mostov na svetu.
Prečkanje mostu traja približno 20 minut vožnje z avtomobilom ali vlakom. Trajektni prehod, preden je bil zgrajen most, je trajal približno eno uro. Brez cestnine na delu od Kodžima, Kurašiki (prefektura Okadžama na strani Honšuja) do Sakaide (prefektura Kagava na strani Šikokuja) stane cestnina ¥ 3500 v vsako smer.
Mostovi nosijo dva prometna pasova avtoceste za vsako smer (avtocesta Seto-Čuo) na zgornjem vozišču in en železniški tir v vsako smer (Seto-Ōhaši Line) na spodnjem nivoju. Spodnji nivo je bil zasnovan tako, da sprejme dodatno Šinkansen železniško progo v vsako smer.

## Zgodovina
Ko je bila leta 1889 končana prva železniška proga na Šikokuju - med Marugame in Kotohira - je poslanec parlamenta prefekture, Džinnojo Okubo (大 久保 諶 之 丞 Okubo Džinnojo, 1849-1891), v svojem govoru na otvoritveni slovesnosti dejal: "... štiri province Šikoku so kot mnogo oddaljenih otokov. Če jih združimo s cestami, bo veliko bolje, saj bodo uživali prednosti boljšega prevoza in lažje komunikacije med seboj ...« 
Stoletje po tem govoru je ta vizija mostu čez otoke Seto postala realnost, druga Okubova ideja, komponirana v pivski pesmi je napisal, je bila opravljena dvajset let prej:
Vam bom povedal, dragi, ne smejte se mi,
sto let od sedaj, se bom srečal z vami
leteč v in iz lune v vesoljski ladji.
Njegovo pristanišče, naj vam povem, dragi,
bo ta gora tam!
Ideja o mostu je mirovala približno šestdeset let. Leta 1955 je bilo 171 mrtvih, ko je trajekt doživel brodolom v gosti megli ob obali Takamacu. Varnejši prehod se je zdel potreben. Od leta 1959 so potekala srečanja za spodbujanje gradnje mostu. Znanstveniki so začeli preiskave kmalu zatem in leta 1970 je bil ustanovljen Honšu-Šikoku Bridge Construction Authority. Vendar pa je bilo delo odloženo za obdobje pet let v času "naftne krize" leta 1973. Poročilo o vplivih na okolje je bilo objavljeno leta 1978 in gradnja se je začela.
Projekt je trajal deset let, stroški so znašali US $ 7 milijard. 3.646 milijonov kubičnih metrov betona je bilo vgrajeno in 705.000 ton jekla uporabljeno pri gradnji. Čeprav so bile postavljene mreže, vrvi in drugi varnostni ukrepi za zaposlene, je v 10 letih gradnje izgubilo življenje 13 delavcev. Sistem mostov in viaduktov je bil odprt za cestni in železniški promet 10. aprila 1988.

## Sestavljen most
Šest od enajstih mostov je posebej poimenovanih, za razliko od nekaterih drugih daljših premostitvenih kompleksih, kot je most San Francisco – Oakland Bay. Drugih pet mostov so viadukti. Šest poimenovanih mostov od severa do juga so:
Most Šimocui-Seto
Most Šimocui-Seto (下津井瀬戸大橋 Šimocui Seto Ō-haši) 34°25′51″N 133°48′22.4″E / 34.43083°N 133.806222°E je dvonadstropni cestno - železniški jekleni viseči most z glavnim razponom 940 metrov in skupno dolžino 1.446 metrov ter povezuje Honšu z otokom Hicuišijima. Je 22. najdaljši viseči most na svetu. Je najsevernejši most na hitri cesti Seto-Čuo.
Most Hicuišidžima
Most Hicuišidžima (櫃石島橋 Hicuišidžima-kjō) 34°24′35″N 133°48′25.6″E / 34.40972°N 133.807111°E je dvonadstropni most s poševnimi zategami z glavnim razponom 420 metrov in skupno dolžino 790 metrov. Stoji takoj za identičnim severnejšim mostom Iwakurodžima.
Most Iwakurodžima
Most Iwakurodžima (岩黒島橋 Iwakurodžima-kjō) 34°24′06.3″N 133°48′33″E / 34.401750°N 133.80917°E je dvonadstropni most s poševnimi zategami z glavnim razponom 420 metrov in skupno dolžino 790 metrov. I Stoji takoj za identičnim južnejšim mostom Hicuišijima.
Most Jošima
Most Jošima (与島橋 Jošima-kjō) 34°23′37.2″N 133°48′45.2″E / 34.393667°N 133.812556°E kontinuirani dvonadstropni jekleni palični most z glavnim razponom 245 metrov in še petimi polji dolžine 876,75 metrov (125.0 m - 137.0 m - 175.0 m - 245.0 m - 165.0 m - 22.3 m). Stoji južno od mostov Hicuišidžima in Iwakurodžima.
Most Kita Bisan-Seto
Most Kita Bisan-Seto (北備讃瀬戸大橋 Kita Bisan Seto Ō-haši) 34°23′43.5″N 133°49′13.7″E / 34.395417°N 133.820472°E je dvonadstropni jekleni viseči most z dvema deloma (2x274 m) povezanima s skupnim sidriščem med njima. Glavni razpon ima 990 metrov, skupna dolžina znaša 1.610,70 m. Pilon je visok 161,1 m. Svetla vipina znaša 65 m. Je 19. najdaljši viseči most na svetu. Stoji blizu identičnega mostu Minami Bisan Setona južni strani.
Most Minami Bisan-Seto Ōhaši
Most Minami Bisan-Seto Ōhaši (南備讃瀬戸大橋 Minami Bisan Seto Ōhaši) 34°21′51″N 133°49′31″E / 34.36417°N 133.82528°E je lociran v Sakaide, Kagawa, Japonska in je dvonadstropni cestno - železniški jekleni viseči most z glavnim razponom 1.100 metrov in skupno dolžino 1.723 m. Je 13. najdaljši viseči most na svetu. Je najjužnejši del sistema mostov Seto-Ōhaši. Cesta na mostu je na višini 93 metrov nad morjem.